# Municipio de Bedford (Illinois)
El municipio de Bedford (en inglés, Bedford Township) es un municipio del condado de Wayne, Illinois, Estados Unidos. Tiene una población estimada, a mediados de 2021, de 980 habitantes.

## Geografía
Está ubicado en las coordenadas 38°31′18″N 88°24′53″O / 38.52167, -88.41472. Según la Oficina del Censo de los Estados Unidos, tiene una superficie total de 89.03 km², de la cual 89.01 km² corresponden a tierra firme y 0.02 km² son agua.

## Demografía
Según el censo de 2020, en ese momento había 1045 personas residiendo en la zona. La densidad de población era de 11.74 hab./km². El 94.74 % de los habitantes eran blancos, el 0.38 % eran asiáticos, el 0.10 % era isleño del Pacífico, el 0.96 % eran de otras razas y el 3.83 % eran de una mezcla de razas. Del total de la población, el 0.96 % eran hispanos o latinos de cualquier raza.